# سیرن‌ها و اولیس

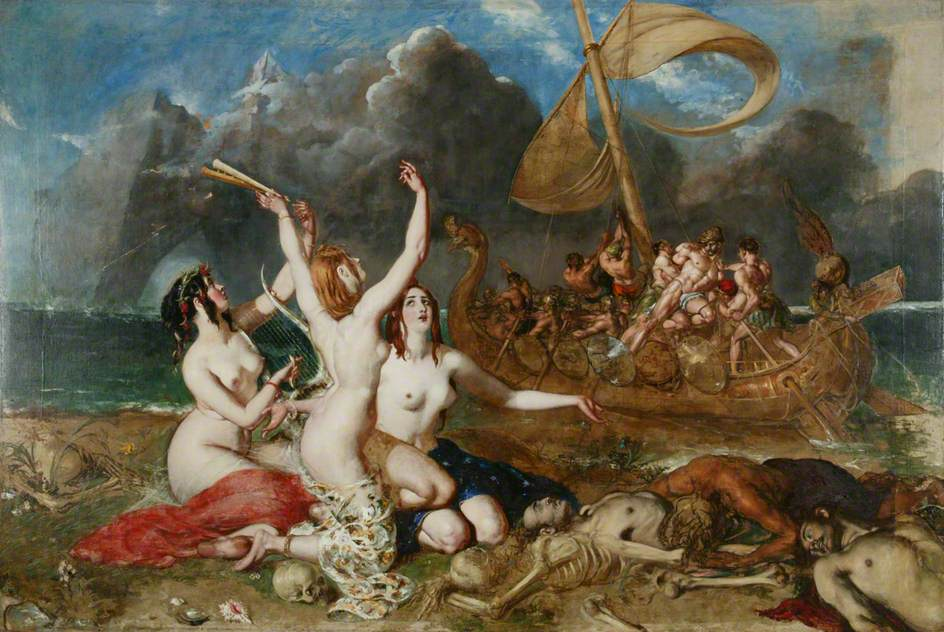
سیرن‌ها و اولیس، ۱۸۳۷، 442.5 cm در 297 cm

سیرن‌ها و اولیس یک نقاشی رنگ روغن بزرگ روی بوم، اثر هنرمند انگلیسی ویلیام اِتی است که برای اولین بار در سال ۱۸۳۷ به نمایش گذاشته شد. این نقاشی صحنه‌ای از ادیسه هومر را به تصویر می‌کشد که در آن اولیس (اودیسئوس) درحالی که خدمه کشتی‌اش او را بسته‌اند در برابر آواز افسون کننده سیرن‌ها مقاومت می‌کند و به آنها دستور داده می‌شود گوش‌های خود را ببندند تا از شنیدن آهنگ جلوگیری کنند.
در حالی که، بنا به سنت، سیرن‌ها به عنوان ترکیبات انسانی-حیوانی به تصویر کشیده می‌شدند، اِتی آنها را به صورت زنان جوان برهنه در جزیره‌ای پراکنده از اجساد در حالات مختلف پوسیدگی به تصویر کشید. این نقاشی در زمان برگزاری اولین نمایشگاه خود، نظرات خود را تقسیم کرد و برخی از منتقدان آن را به شدت تحسین کردند و برخی دیگر آن را بی‌مزه و ناخوشایند دانستند. احتمالاً به دلیل اندازه غیرعادی بزرگ آن، ۴۴۲٫۵ در ۲۹۷ سانتیمتر (۱۴ فوت ۶٫۲ اینچ در ۹ فوت ۸٫۹ اینچ)، این اثر در ابتدا به فروش نرسید و در اواخر همان سال توسط تاجر منچستر، دانیل گرانت، با قیمتی مقرون به صرفه خریداری شد. گرانت اندکی پس از آن درگذشت و برادرش رادرش تصمیم به اهدای «سیرن‌ها و اولیس» به موسسه سلطنتی منچستر گرفت. «سیرن‌ها و اولیس» با استفاده از یک تکنیک آزمایشی رنگ آمیزی شد که باعث شد به محض تکمیل شدن شروع به خراب شدن کند. در یک نمایشگاه بزرگ لندن از آثار اتی در سال ۱۸۴۹ و در نمایشگاه گنجینه هنری ۱۸۵۷ در منچستر به نمایش درآمد، اما پس از آن به دلیل وضعیت نامناسبی که داشت، مناسب نمایش عمومی نبود و در آرشیو گالری قرار گرفت. بازسازی این اثر در سال ۲۰۰۳ آغاز شد و در سال ۲۰۱۰ نقاشی در گالری هنر منچستر، بیش از ۱۵۰ سال پس از تحویل به انبار به نمایش گذاشته شد.